# Schizonobia megaperitremata
Schizonobia megaperitremata är en spindeldjursart som beskrevs av Flechtmann och Moraes 1991. Schizonobia megaperitremata ingår i släktet Schizonobia och familjen Tetranychidae. Inga underarter finns listade i Catalogue of Life.